# NGC 6576
NGC 6576 је спирална галаксија у сазвежђу Херкул која се налази на NGC листи објеката дубоког неба.
Деклинација објекта је + 21° 25' 44" а ректасцензија 18h 11m 47,9s. Привидна величина (магнитуда) објекта NGC 6576 износи 14,6 а фотографска магнитуда 15,4. NGC 6576 је још познат и под ознакама CGCG 142-14, NPM1G +21.0541, PGC 61530.